# Herbert Dörner
Herbert Dörner (Witten, 14 luglio 1930 – 26 marzo 1991) è stato un calciatore tedesco, di ruolo centrocampista.